# Лагуна-Пайва
Лагуна-Пайва (исп. Laguna Paiva) — город и муниципалитет в департаменте Ла-Капиталь провинции Санта-Фе (Аргентина).

## История
В 1906 году здесь была построена железнодорожная станция, вокруг которой стал расти населённый пункт. В 1967 году он получил статус города.